# Fort Wayne
Fort Wayne és una ciutat ubicada al comtat d'Allen a l'estat d'Indiana, Estats Units d'Amèrica, de 251.591 habitants segons el cens de l'any 2008 i amb una densitat de 1.006,1 per km². Fort Wayne és la 2a ciutat més poblada d'Indiana per darrere d'Indianapolis, i la 73a més poblada del país. L'actual alcalde és Tom Henry.

## Personatges il·lustres
- Dick York, actor.